# Романовская овца

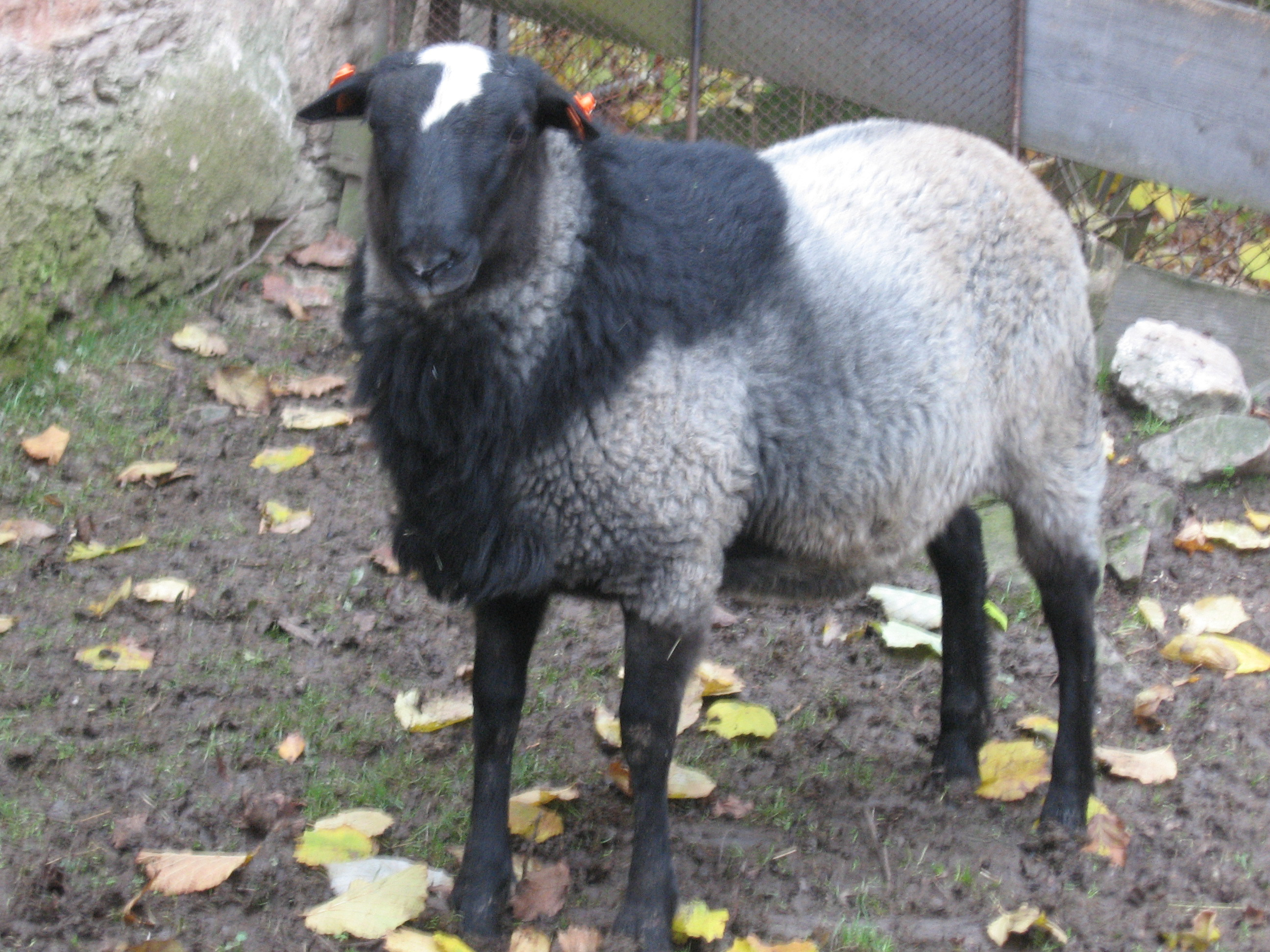
Овца романовской породы

Рома́новская порода — грубошёрстная порода овец шубного направления продуктивности.

## История
Выведена в XVIII веке (первое упоминание — 1802 год) в крестьянских хозяйствах приволжских районов Ярославской губернии отбором лучших по шубным качествам местных северных короткохвостых овец. Названа по месту первоначального распространения — Романово-Борисоглебский уезд.
В советское время порода была распространена в северных и северо-восточных областях Европейской части РСФСР (помимо Ярославской, также в частности, в Ивановской, Вологодской, Костромской и в Калининской областях (ныне — Тверская область)) и в БССР, в целом эту породу разводили в 30 областях Союза. На 1 января 1985 года поголовье романовских овец, имевшихся у государства, насчитывало 456 тысяч особей.

## Характеристика

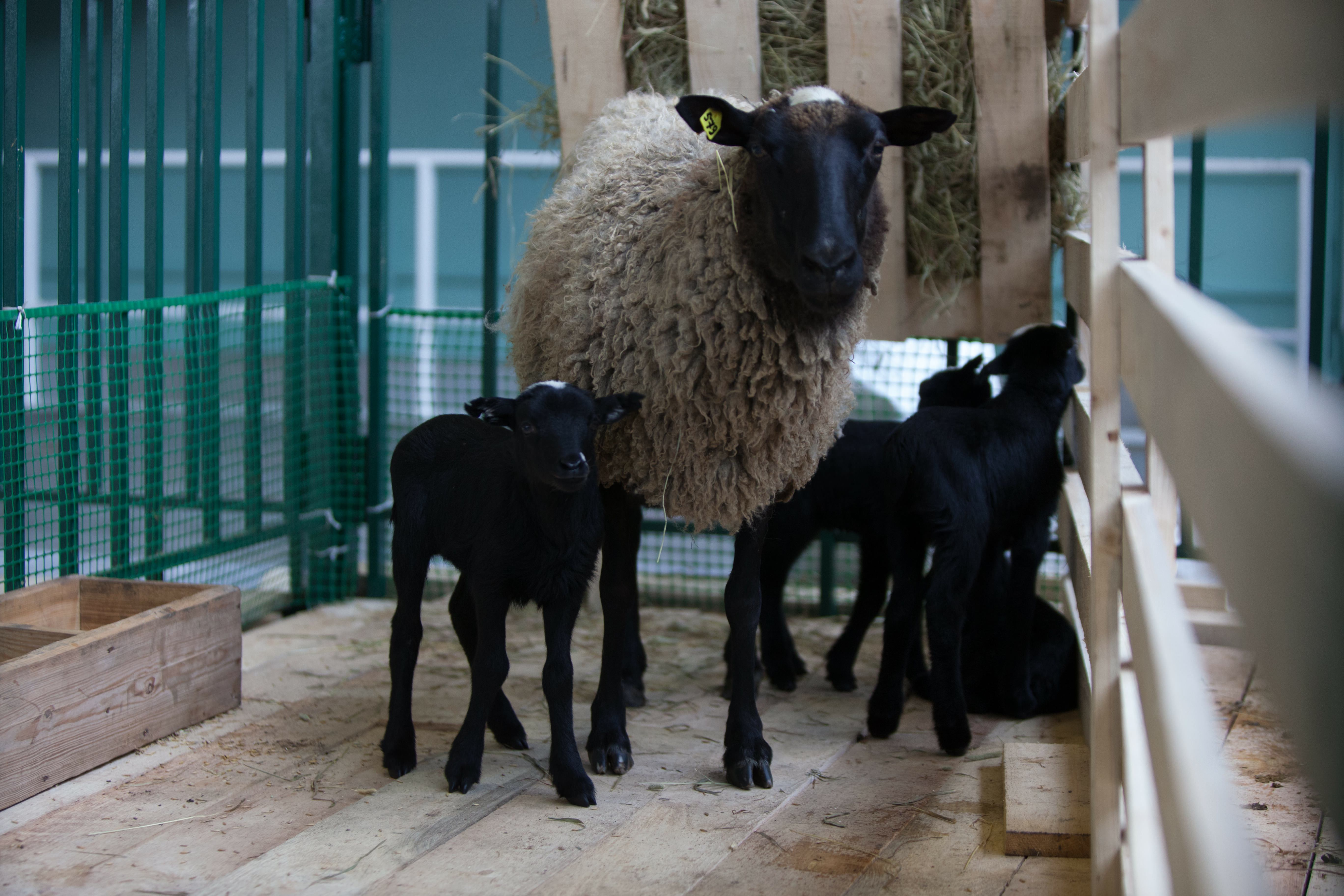
Романовская овца-матка с ягнятами, ВДНХ. Обратите внимание на возрастное изменение окраса

Прочный хорошо развитый костяк. Небольшая сухая продолговатая горбоносая голова. Стоячие уши. Округлое бочкообразное туловище, линия холки, спины и крестца прямая. Короткий хвост (8—10 см). Крепкие прямые широко расставленные ноги. И самцы, и самки комолые. Масса баранов — 65—75 (до 100) кг, маток — 45—55 (до 90) кг
Впервые общепородный стандарт телосложения романовских овец нормального типа был разработан в 1908 г. П. Н. Кулешовым. Он характеризовался следующими данными: рост до 70 см; туловище бочкообразное, с круглым ребром, с прямой широкой спиной; голова небольшая, сухая, с заметной горбоносостью, у барана — шире и хвост длиною до 13 см; животные комолые и рогатые. Комолые овцы предпочтительнее рогатых.
В дальнейшем Н. П. Чирвинский и В. Б. Елагин, Л. Ф. Смирнов, И. П. Ковнерев, Г. И. Селянин и А. В. Заморышев, Арсеньев Д. Д. и Арсеньева Т. В. уточнили характеристику телосложения в процессе размножения племенных романовских овец.
Романовские овцы желательного типа имеют крепкую конституцию, средний рост, прочный костяк, хорошо развитую мускулатуру, широкую и глубокую грудь, короткий хвост, комолую голову. Бараны крупнее маток: живая масса романовских маток — примерно 45 кг, в то время как у баранов — 50-60 кг (максимум масса баранов может достигать 80-90 кг). У баранов более грубый и мощный костяк, широко поставленные ноги и значительную горбоносость головы. Несколько грубее у баранов и кожно-шерстный покров, с 8-9 месячного возраста у них развивается грива, резко отграниченная от остальной части руна и состоящая из грубых остевых волокон. Рога отсутствуют.
Согласно «Зоотехническим требованиям при бонитировке (оценке) овец. Овцы романовской породы (по ОСТ 46 156-84; Утверждено Минсельхозом СССР 30.10.84 г.)» племенные животные (как матки, так и бараны), отвечающие требованиям первого класса (стандарт породы), должны быть комолы, другими словами не обладать рогами.
Романовская порода овец даёт лучшие по лёгкости, нарядности, теплоизоляционным свойствам и достаточно прочные шубные овчины, считающиеся лучшими в мире; наиболее ценные получаются от 6—8-месячных ягнят (в частности, от 5-6-месячных ягнят с поярковой шерстью) и от убитых на мясо молодых овец возрастом в 9-10 месяцев. Шерсть содержит много пуха, который по длине перерастает ость, образуя косицы с красивыми мелкими кольцевидными завитками в верхнем ярусе. Соотношение ости и пуха 1:4 — 1:10. Шерсть густая — 2600—2800 волокон на 1 см² площади кожи. Толщина ости — 60—90 мкм, пуха — 20—27 мкм. У новорождённых ягнят волосяной покров чёрный, с 2-4 недель он начинает светлеть к 3-5 месяцам волокна пуха окончательно депигментируются. Чёрная ость и белый пух даёт у взрослых серый (стальной) цвет с голубым оттенком. На морде и ушах, как правило, белые отметины. Шерсть при носке в шубах и тулупах не сваливается, мездра тонкая. Стрижка проводится 3 раза в год: примерно в марте, июне и октябре, что обусловлено сезонной линькой. Годовой настриг с баранов достигает 2,5—3,5 кг, с маток — 1,4—1,8 кг. Шерсть используется в основном в валяльном производстве.
Порода отличается высокой плодовитостью, достигающей 230—270 %: по одному ягнёнку — 6-8 % маток, по два — 38-40 %, по три — 44-46 %, от четырёх до восьми — 8-10 %. Матки полиэстричны, благодаря чему могут ягниться 2 раза в год или 3 раза в два года. За 100 дней они могут давать 100—110 л молока жирностью 7-8 %, в лучших стадах − 120—150 л и более. Скороспелость удовлетворительна — в 100-дневном возрасте ягнята весят 20-22 кг, в 8-9 месячном — 35-40 кг. Половая зрелость наступает рано, в хороших условиях в 10—12-месяцев.
Помимо овчинно-шубной продуктивности, немаловажным хозяйственным и экономическим значением романовских овец является разведение на мясо.
Породу используют для улучшения грубошёрстных овец.
Различают 3 конституциональных типа: крепкий (средний, лучшая шерсть), нежный (низкокачественная светлая овчина, плохое здоровье и плодовитость) и грубый (крепкие и выносливые, тёмная грубая тяжёлая овчина).

## Распространение
Романовских овец разводят в основном в Ярославской, Ивановской, Костромской и Вологодской областях, а также в Тверской, Владимирской, Новгородской, Смоленской, Кировской и других областях России и Беларуси.
Наиболее ценное племенное поголовье находится в племрассадниках «Атис СХ» Борисоглебского района Ярославской области, «Авангард», «Бурмасово», «Заречье», «Колос», «Красный Пограничник», «Победа» Тутаевского района Ярославской области, «Папановский» Палехского района Ивановской области.